# Tramvajski prijevoz u Ljubljani
Tramvajski promet u Ljubljani, glavnom gradu Slovenije, postojao je od 1901. do 1958. godine.

## Povijest
Ideja o prvom ljubljanskom tramvaju seže još u 1897. godinu, kada je gradonačelnik Ivan Hribar pisao austro-ugarskim vlastima da u Ljubljani izgrade tramvaj koji bi vozio do Ljubljanske tvrđave na brdu u blizini centra grada.
Ljubljanski tramvaj u promet je pušten 1901. godine. Međutim, u razdoblju poslije Drugog svjetskog rata većina gradova u Jugoslaviji ukinula je tramvajski prijevoz dajući tako više prostora automobilima koji su postajali sve važniji. Tramvaj u Ljubljani ukinut je 1958. godine, a dužina tračnica tada je iznosila 21 km. Tramvaji koji su prometovali uskoro su preveženi u Osijek i Suboticu.

## Osnovne informacije
Danas radi u Ljubljani jedna šinska uspinjača, koja vozi od Krekova trga do Ljubljanskog dvorca i koriste je uglavnom turisti. Ukupno trajanje vožnje je oko 15 minuta, a prijevozna karta košta 3,5 eura.